# Iganga (plaats)
Iganga is de hoofdplaats van het district Iganga in het oosten van Oeganda.
Iganga telde in 2002 bij de volkstelling 38.009 inwoners.